# سلالة تشينغ الحاكمة في آسيا الداخلية

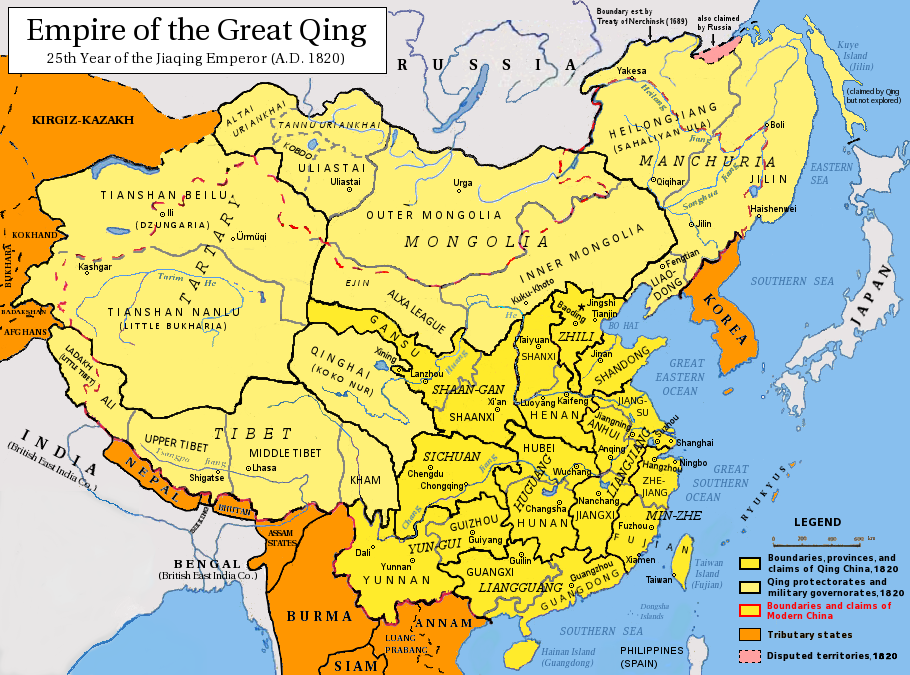

سلالة تشينغ الحاكمة في آسيا الداخلية هي امتداد لمملكة سلالة تشينغ الحاكمة في آسيا الداخلية في القرنين السابع عشر والثامن عشر الميلاديين، بما في ذلك منغوليا الداخلية والخارجية ومنشوريا والتبت وتشينغهاي وسنجان.
اندلعت الحروب أساسًا ضد سلالة يوان الشمالية (قبل عام 1636) وخانات زونغار (1687-1758). حتى قبل غزو الصين، (اطّلع على الانتقال من حكم مينغ إلى حكم تشينغ)، أسس شعب المانشو خانات جين المتأخرة التي سيطرت على منشوريا (شمال شرق الصين الحديث فضلًا عن منشوريا الخارجية) ومنغوليا الداخلية، وخضعت الأخيرة سابقًا لحكم سلالة يوان الشمالية في عهد أسرة ليغدان خان.
اندلعت حرب زونغار- تشينغ، وذلك عقب قمع ثورة الإقطاعيين الثلاثة وغزو تايوان فضلًا عن إنهاء النزاعات الحدودية الصينية الروسية في ثمانينيات القرن التاسع عشر. أسفر ذلك في نهاية المطاف عن غزو سلالة تشينغ لمنغوليا الخارجية والتبت وتشينغهاي وسنجان. أصبحت جميع هذه المناطق تابعة لإمبراطورية تشينغ ومُحصّنة بقواتها، ولكنها حُكِمت بعدة أنماط مختلفة من الهياكل الإدارية واحتفظت أيضًا بالعديد من مؤسساتها القائمة. علاوة على ذلك، لم تُحكَم هذه المناطق باعتبارها مقاطعات نظامية (إلى أن تحولت سنجان ومنشوريا إلى مقاطعات في أواخر حكم سلالة تشينغ)، بل خضعت بدلًا من ذلك لإشراف وكالة ليفان يوان، وهي وكالة حكومية تابعة لسلالة تشينغ تولت الإشراف على المناطق الحدودية للإمبراطورية.

## منشوريا
لم تؤسس مجموعة الهان الصينية، التي تشكل غالبية سكان الصين، سلالة تشينغ، وإنما أسسها المزارعون الحضر الذين عُرِفوا باسم الجورشن، وهو الشعب التونغوسي الذي عاش حول المنطقة ويضم حاليًا مقاطعتي جيلين وهيلونغجيانغ الصينيتين. أسس نورهس ما أصبحت لاحقًا ولاية مانشو، وهو زعيم قبيلة جورشن الصغيرة –آيشن جيورو– في جيانتشو أوائل القرن السابع عشر. كان نورهس أحد أتباع أباطرة مينغ، افتعل قتالًا بين القبائل في عام 1582 تصاعد لاحقًا ليصبح حملة توحيد القبائل المجاورة. بحلول عام 1616، عزز نورهس مجموعة جيانتشو بما فيه الكفاية ليتمكن من إعلان نفسه خان سلالة جين العظمى  في إشارة إلى سلالة جورشن السابقة. بعد عامين، أعلن نورهس بيان «المظالم السبعة» وتبرأ صراحة من سيادة إقطاعية مينغ لاستكمال توحيد قبائل الجورشن التي ما تزال متحالفة مع إمبراطور مينغ. عقب سلسلة من المعارك الناجحة والتي دارت ضد قبائل مينغ وغيرها من القبائل في منشوريا الخارجية، سيطر نورهس  وابنه هونغ تاي تشي في نهاية المطاف على منشوريا بأكملها. مع ذلك، حاولت روسيا القيصرية، إبان فترة الانتقال من حكم مينغ إلى حكم تشينغ في العقود اللاحقة، السيطرة على الأرض الواقعة شمال نهر آمور. حالت سلالة تشينغ دون وقوع ذلك في عام 1680، ما أدى إلى إبرام معاهدة نيريتشينسك في عام 1689 والتي مُنِح الصينيون الأرض بموجبها. مع ذلك، انتهى الأمر بسيطرة الروس على منشوريا الخارجية في منتصف القرن التاسع عشر، أثناء غزو الإمبراطورية الروسية لآمور.
مُنِع الهان الصينيون من الاستقرار في هذه المنطقة إلا أن هذا الحكم انتُهك صراحة وأصبح الهان الصينيون يشكلون أغلبية سكان المناطق الحضرية بحلول أوائل القرن التاسع عشر.
خلال حكم الإمبراطور كانغ شي في عام 1668، قررت حكومة تشينغ حظر دخول الأشخاص الغير منتمين للألوية الثمانية إلى هذه المنطقة من أصلهم.
مع ذلك، شهد حكم سلالة تشينغ زيادة هائلة في عدد الهان الصينيون الذين تدفقوا إلى منشوريا بصور قانونية أو غير قانونية واستقرارهم لزراعة الأرض إذ رغب أصحاب الأراضي من المانشو باستئجار فلاحين من الهان الصينيين في أراضيهم لزراعة الحبوب، ولم يُطرد أغلب المهاجرين الهان الصينيين أثناء تجاوزهم السور العظيم وجدار الصفصاف، زرع الهان خلال القرن الثامن عشر 500 ألف هكتار من الأراضي المملوكة للقطاع الخاص في منشوريا و203,583 هكتارًا من الأراضي التي كانت جزءًا من أراضي المحاكم والنبلاء، وأراضي الألوية، شكل الهان الصينيون 80% من السكان القاطنين في ثكنات وبلدات منشوريا.
أعادت سلالة تشينغ توطين مزارعي الهان الصينيون من شمال الصين إلى المنطقة على طول نهر لياو لاستعادة الأرض بغرض زراعتها. استصلح الهان الصينيون الأراضي القاحلة واستأجر آخرون أراضٍ من مالكي العقارات في مانشو. على الرغم من حظر استيطان الهان الصينيون على أراضي المانشو والمغول، قررت سلالة تشينغ بحلول القرن الثامن عشر توطين اللاجئين من هان شمال الصين الذين عانوا من المجاعة والفيضانات والجفاف في منشوريا ومنغوليا الداخلية وزرع الهان 500 ألف هكتار في منشوريا وعشرات آلاف الهكتارات في منغوليا الداخلية بحلول ثمانينيات القرن الثامن عشر. سمح الإمبراطور تشيان لونغ لفلاحي الهان الصينيين الذين يعانون من الجفاف بالانتقال إلى منشوريا رغم إصداره مراسيم مؤيده لحظرهم خلال الفترة 1740- 1776. استأجر المزارعون الصينيون أو حتى طالبوا بحق ملكية الأراضي من «الأملاك الإمبراطورية» و«أراضي ألوية مانشو» في المنطقة. علاوة على انتقال الهان إلى منطقة لياو في منشوريا الجنوبية، استوطنوا أيضًا على المسار الذي يربط بين جينتشو وشنيانغ  وتيلينغ  وتشانغتشون  وهولونبوير  ونينغان خلال عهد الإمبراطور تشيان لونغ، شكل الهان الصينيون أغلبية سكان المناطق الحضرية في منشوريا بحلول عام 1800. باعت سلالة تشينغ سابقًا أراضي مانشو على طول على طول نهر سونغوا إلى الهان في بداية عهد الإمبراطور داوغوانغ لزيادة إيرادات الخزنة الإمبراطورية، ذكر آبي هوك أن معظم بلدات منشوريا امتلأت بالهان بحلول ثمانينيات القرن التاسع عشر.

## منغوليا الداخلية والخارجية
خلال القرنين السابع عشر والثامن عشر، أصبحت معظم المناطق التي يسكنها المغول الإثنيون، ولا سيما منغوليا الخارجية والداخلية، جزءًا من إمبراطورية تشينغ. قبل أن تبدأ الأسرة الحاكمة في السيطرة على الصين في عام 1644، دفعت مغامرات ليغدان خان الطائشة عددًا من القبائل المغولية إلى التحالف مع ولاية مانشو. غزا شعب المانشو قبيلة مغولية أثناء الحرب ضد سلالة تشينغ. شكلت علاقات نورهس المبكرة مع قبائل المغول تحالفًا أساسيًا. تعين على إيخي خان الاستسلام للمانشوس عقب هزيمة والده ليغادن وموته، وضُمّ معظم ما يُعرف حاليًا بمنغوليا الداخلية إلى إمبراطورية تشينغ. أقامت ثلاث خانات من خالخا في منغوليا الخارجية علاقات وثيقة مع سلالة تشينغ منذ عهد هونغ تاي تشي، ولكنهم استمروا بحكم أنفسهم بفعالية. بينما حاول حكام تشينغ السيطرة على هذه المنطقة، حاولت جماعة الأويرات غرب خالخا بقيادة غالدان القيام بذات الشيء. عقب انتهاء الحرب ضد ثورة الإقطاعيين الثلاثة، تمكن الإمبراطور كانغ شي من تحويل اهتماماته إلى هذه القضية وسعى إلى المفاوضات الدبلوماسية. انتهى الأمر بمهاجمة غالدان أراضي خالخا، ورد كانغ شي على ذلك بقيادة قوات الألوية الثمانية شخصيًا مُحمّلة بالأسلحة الثقيلة في الميدان ضد قوات غالدان، الأمر الذي أدى في النهاية إلى هزيمة الأخير. في الوقت نفسه، نظم كانغ شي مؤتمرًا لحكّام خالخا ومنغوليا الداخلية في دولون عام 1691، أعلنت فيه خانات خالخا الولاء رسميًا له. أدت الحرب دورًا أساسيًا في ضم خانات خالخا للإمبراطورية، وأُدرجت الخانات الثلاث رسميًا في الدوائر الداخلية للطبقة الأرستقراطية في سلالة تشينغ بحلول عام 1694. بحلول نهاية القرن السابع عشر، أصبحت منغوليا الداخلية ومنغوليا الخارجية خاضعة لسيطرة سلالة تشينغ.
مُنع الهان الصينيون من الاستقرار رسميًا في منغوليا الداخلية والخارجية. مُنِع المغول من العبور إلى مقاطعات هان الصينية الثمانية عشر (نايدي) دون إذن، وجرت معاقبتهم في حال فعلوا ذلك. مُنِع المغول أيضًا من العبور إلى رابطات مغولية أخرى. انتهك مستوطنو هان الصينيون القواعد وعبروا الحدود واستقروا في منغوليا الداخلية.
على الرغم من حظر استيطان الهان الصينيون على أراضي المانشو والمغول، قررت سلالة تشينغ بحلول القرن الثامن عشر توطين اللاجئين من هان شمال الصين الذين عانوا من المجاعة والفيضانات والجفاف في منشوريا ومنغوليا الداخلية وزرع الهان 500 ألف هكتار في منشوريا وعشرات آلاف الهكتارات في منغوليا الداخلية بحلول ثمانينيات القرن الثامن عشر.
لم يُسمح للمغول العاديين بالسفر خارج مناطقهم. منعت سلالة تشينغ المغول من عبور حدود ألويتهم، وحتى إلى ألوية المغول الأخرى ومنعتهم من العبور إلى نايدي (مقاطعات هان الصينية الثمانية عشر)، وفُرِضت عليهم عقوبات شديدة في حال عدم التزامهم بذلك من أجل الحفاظ على انقسام المغول ضد بعضهم البعض لصالح سلالة تشينغ.
خلال القرن الثامن عشر، بدأ عدد متزايد من المستوطنين الهان في الانتقال إلى السهوب المنغولية الداخلية بصورة غير قانونية. بحلول عام 1791، أصبح لواء غورلو مأهولًا بالعديد من المستوطنين الهان الصينيون فتقدم الجاساك بطلب من حكومة تشينغ لتشريع وضع الفلاحين الذين استقروا هناك بالفعل.